# Timur Chamitgatin
Timur Chamitgatin (kasachisch und russisch Тимур Хамитгатин, englisch Timur Khamitgatin; * 27. April 1993 in Schtschutschinsk, Gebiet Aqmola) ist ein ehemaliger kasachischer Biathlet. Er nahm an den Olympischen Spielen 2018 teil.

## Sportliche Laufbahn
Timur Chamitgatin bestritt seine ersten internationalen Wettkämpfe bei den Juniorenweltmeisterschaften 2014, wo als bestes Ergebnis Rang fünf im Staffelrennen mit Maxim Braun, Wadim Juschin und Wassili Podkorytow heraussprang. Im selben Winter nahm er in Obertilliach zudem an einem einzigen IBU-Cup-Sprintrennen teil und wurde von 108 Athleten immerhin 75. Im  Januar 2015 feierte der Kasache in Oberhof sein Debüt im Weltcup und belegte mit der Männerstaffel bei widrigen Bedingungen den 16. Rang. Im selben Jahr lief Chamitgatin auch bei der Winteruniversiade in Osrblie, wie auch zwei Jahre darauf konnte er aber keine Medaille für sich gewinnen. in den Wintern 2015/16 und 2016/17 bestritt Chamitgatin nur äußerst wenige Rennen, stellte aber im Januar 2017 am Arber mit Rang 20 im Einzel seine beste Platzierung auf der zweithöchsten Rennebene auf. Im Winter 2017/18 steigerte der Kasache insbesondere seine Leistungen am Schießstand und stellte mit Rang 60 im Einzel von Ruhpolding sein bestes Einzelergebnis im Weltcup auf, auch mit der Männerstaffel gelang ihm mit dem elften Rang an selbem Ort seine persönliche Bestleistung. Höhepunkt der Saison wurden dementsprechend die Olympischen Winterspiele von Pyeongchang, wo er das Einzel auf Platz 72 abschloss. 2018/19 war er wieder Teil der Nationalmannschaft, aufgrund von schwacher Laufleistungen war er aber nicht in der Lage, die Ergebnisse der Vorsaison zu bestätigen. Seinen letzten Wettkampf bestritt Chamitgatin Mitte Dezember 2018 in Nové Město na Moravě, weitere Rennteilnahmen blieben in den folgenden Jahren aus.

## Statistiken

### Weltcupplatzierungen
Die Tabelle zeigt alle Platzierungen (je nach Austragungsjahr einschließlich Olympische Spiele und Weltmeisterschaften).
- 1.–3. Platz: Anzahl der Podiumsplatzierungen
- Top 10: Anzahl der Platzierungen unter den ersten zehn (einschließlich Podium)
- Punkteränge: Anzahl der Platzierungen innerhalb der Punkteränge (einschließlich Podium und Top 10)
- Starts: Anzahl gelaufener Rennen in der jeweiligen Disziplin
- Staffel: inklusive Mixed- und Single-Mixed-Staffeln

| Platzierung | Einzel | Sprint | Verfolgung | Massenstart | Staffel | Gesamt |
| ----------- | ------ | ------ | ---------- | ----------- | ------- | ------ |
| 1. Platz    |        |        |            |             |         |        |
| 2. Platz    |        |        |            |             |         |        |
| 3. Platz    |        |        |            |             |         |        |
| Top 10      |        |        |            |             |         |        |
| Punkteränge |        |        |            |             | 5       | 5      |
| Starts      | 2      | 6      |            |             | 5       | 13     |

### Olympische Winterspiele
Ergebnisse bei Olympischen Winterspielen:
|                                             | Einzelwettbewerbe | Einzelwettbewerbe | Einzelwettbewerbe | Einzelwettbewerbe | Staffelwettbewerbe | Staffelwettbewerbe |
| Einzel                                      | Sprint            | Verfolgung        | Massenstart       | Herrenstaffel     | Mixedstaffel       |                    |
| ------------------------------------------- | ----------------- | ----------------- | ----------------- | ----------------- | ------------------ | ------------------ |
| Olympische Winterspiele 2018 \| Pyeongchang | 72.               | –                 | –                 | –                 | –                  | –                  |

### Juniorenweltmeisterschaften
Ergebnisse bei den Juniorenweltmeisterschaften:
| Weltmeisterschaften | Weltmeisterschaften | Einzelwettbewerbe | Einzelwettbewerbe | Einzelwettbewerbe | Herrenstaffel |
| Jahr                | Ort                 | Einzel            | Sprint            | Verfolgung        | Herrenstaffel |
| ------------------- | ------------------- | ----------------- | ----------------- | ----------------- | ------------- |
| 2014                | Presque Isle        | 45.               | 40.               | 27.               | 5.            |